# Rubus oblongifolius
Rubus oblongifolius är en rosväxtart som beskrevs av P. J. Müll., Philipp Wilhelm Wirtgen och Wilhelm Olbers Focke. Rubus oblongifolius ingår i släktet rubusar, och familjen rosväxter. Inga underarter finns listade i Catalogue of Life.